# Richárd Guzmics
Richárd Guzmics est un footballeur international hongrois né le 16 avril 1987 à Szombathely. Il évolue au poste de défenseur central avec l'équipe de Hongrie et le club de Mezőkövesd-Zsóry SE.

## Biographie

### En club
De 2004 à 2014, il joue au Szombathelyi Haladás en Division 1 et Division 2 hongroise. Il fait partie du groupe champion de D2 en 2007-2008. Il joue 4 matchs en Ligue Europa avec ce club lors de la saison 2009-2010.
En décembre 2014, le joueur signe au Wisła Cracovie, en T-Mobile Ekstraklasa.

### En équipe nationale
Le joueur dispute sept matchs sous le maillot de l'équipe de Hongrie entre 2012 et 2013. 
Il joue son premier match en équipe nationale le 14 novembre 2012 contre la Norvège, et son dernier le 11 octobre 2013 face aux Pays-Bas. Il dispute quatre matchs comptant pour les tours préliminaires de la Coupe du monde 2014.

## Statistiques
| Club                  | Saison                | Championnat | Championnat | Coupe nationale | Coupe nationale | Coupe de la ligue | Coupe de la ligue | Europe | Europe | Total | Total |
| Club                  | Saison                | MJ          | Buts        | MJ              | Buts            | MJ                | Buts              | MJ     | Buts   | MJ    | Buts  |
| --------------------- | --------------------- | ----------- | ----------- | --------------- | --------------- | ----------------- | ----------------- | ------ | ------ | ----- | ----- |
| Szombathely           |                       |             |             |                 |                 |                   |                   |        |        |       |       |
| 2004–05               | 5                     | 0           | 0           | 0               | 0               | 0                 | 0                 | 0      | 5      | 0     |       |
| 2005–06               | 24                    | 1           | 0           | 0               | 0               | 0                 | 0                 | 0      | 24     | 1     |       |
| 2006–07               | 25                    | 2           | 0           | 0               | 0               | 0                 | 0                 | 0      | 25     | 2     |       |
| 2007–08               | 25                    | 2           | 0           | 0               | 0               | 0                 | 0                 | 0      | 25     | 2     |       |
| 2008–09               | 30                    | 1           | 4           | 1               | 1               | 0                 | 0                 | 0      | 35     | 2     |       |
| 2009–10               | 29                    | 1           | 3           | 0               | 1               | 0                 | 4                 | 0      | 37     | 1     |       |
| 2010–11               | 28                    | 0           | 2           | 0               | 2               | 0                 | 0                 | 0      | 32     | 0     |       |
| 2011–12               | 27                    | 0           | 2           | 0               | 2               | 0                 | 0                 | 0      | 31     | 0     |       |
| 2012–13               | 28                    | 0           | 0           | 0               | 1               | 0                 | 0                 | 0      | 29     | 0     |       |
| 2013–14               | 26                    | 1           | 1           | 0               | 3               | 0                 | 0                 | 0      | 30     | 1     |       |
| Total sur la carrière | Total sur la carrière | 247         | 8           | 12              | 1               | 10                | 0                 | 4      | 0      | 273   | 9     |

Date de mise à jour : 18 mai 2014.